# فرانكي دونيلي
فرانكي دونيلي (بالإنجليزية: Frankie Donnelly)‏ هو لاعب كرة القدم الغالية بريطاني، ولد في 1933، وتوفي في 14 مارس 2007.